# Richard d'Alton
Richard d'Alton, né en 1732 à Rathconrath (en), en Irlande, et mort le 16 février 1790 à Trèves, est un général impérial et maréchal au service des Habsbourg autrichiens.

## Biographie

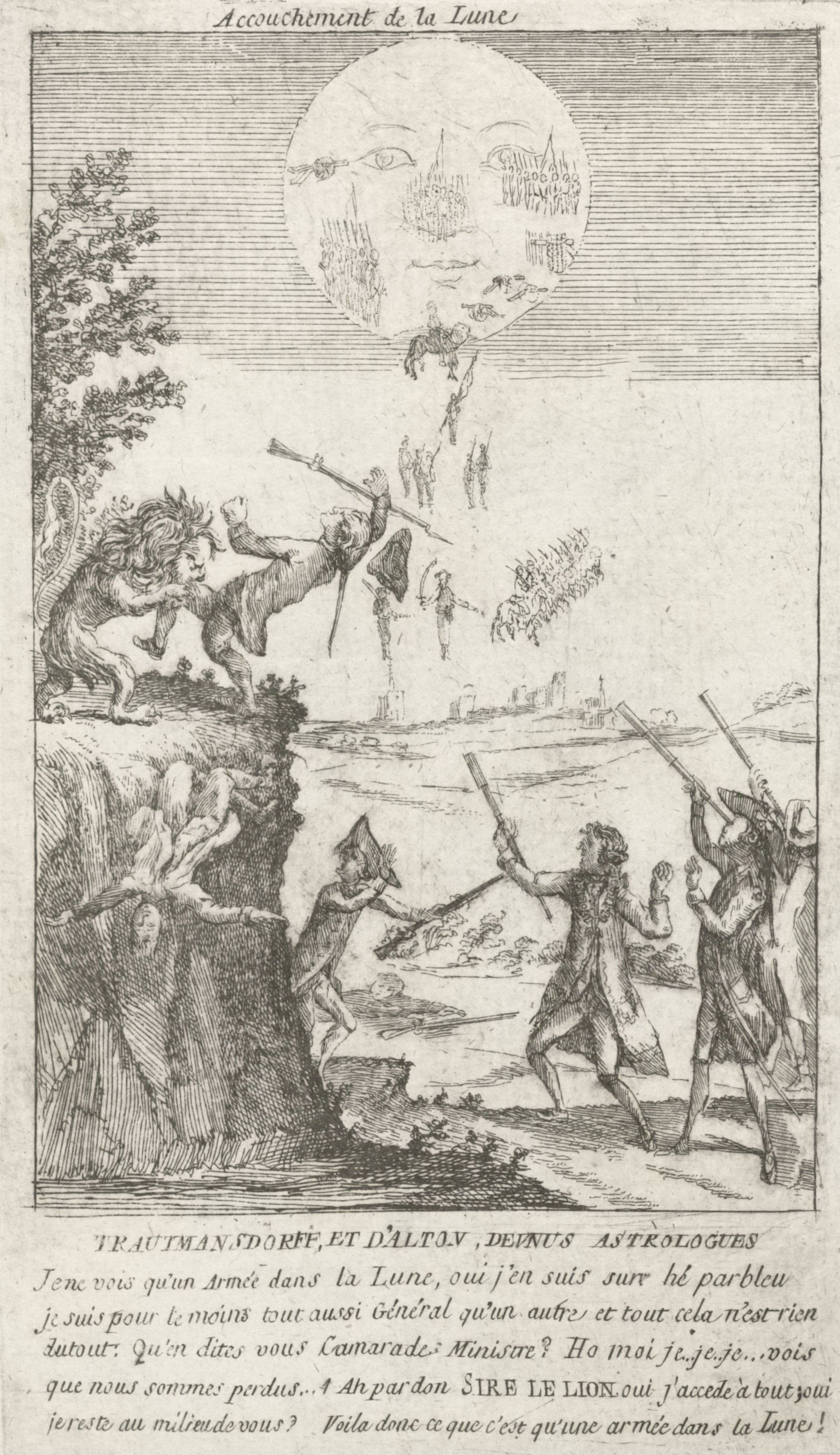

### Enfance
Richard d'Alton est né à Loughan (en irlandais : An Lochán)  (Mount D'Alton), actuellement sur le territoire de Rathconrath (en), en Irlande, en 1732. Son frère est Eduard d’Alton (de), qui jouera également plus tard un rôle important dans l'armée impériale, comme d'autres Irlandais, notamment Laval Nugent von Westmeath ou Thomas Brady (en).

### Guerre de Sept Ans
Richard entre dans l'armée autrichienne dès son plus jeune âge : à dix-huit ans, il est déjà Oberleutnant du régiment de Salm. En 1754, il est promu capitaine et sert à ce grade pendant la guerre de Sept Ans, dans laquelle il s'illustre à Kolín et Görlitz (1757), puis le 26 mars 1759 près de Saalfeld et le 8 mai à Aisch. À la bataille de Kunersdorf, le 12 août 1759, il est nommé Oberstleutnant et contribue à la bataille de Liegnitz puis à la victoire à Landshut du 23 juin 1760. Ayant attiré l'attention de l'impératrice Marie-Thérèse, il est promu colonel (Oberst).
Après cela, il combat le 21 juillet 1762 près de Leutmannsdorf, et reçoit l'ordre militaire de Marie-Thérèse.

### Pologne et anoblissement
En 1771, il est promu Generalmajor. En 1772, dans le cadre du premier partage de la Pologne, il dirige l'occupation militaire de la Petite-Pologne au sud de la Vistule, et l'année suivante, il prend la tête du régiment d'infanterie no 19.
Le 28 décembre 1777, il passe Feldmarschall-Leutnant. Il s'illustre à Arnau le 16 août 1778, et reçoit pour cela la croix de commandeur de l'Ordre de Marie-Thérèse et est nommé comte « von Alton »,.

### Retour en Irlande
En 1784, le comte Richard D'Alton retourne en Irlande et fait construire la Mount Dalton House sur son domaine natal. Il y fait ériger un monument pyramidal de 30 pieds (9,14 m) de haut en l'honneur de l'impératrice Marie-Thérèse, de l'empereur Joseph II et du roi George III. Le monument sera détruit en 1906.
En 1785, il obtient par l'intermédiaire de l'ambassadeur britannique en Irlande que son titre s'applique également sur le territoire britannique.
Richard D'Alton reçoit le commandement du régiment no 26. Pour cela, il a fait don d'une bibliothèque.

### Dernière mission et fin de vie aux Pays-Bas autrichiens
D'Alton a la réputation d'être un soldat impitoyable : lors de l'écrasement d'une rébellion en Transylvanie, il aurait utilisé, en Valachie, des échafauds particulièrement hauts pour les pendaisons. De telles lettres de créance ont dû amener l'empereur Joseph II à lui confier le commandement suprême militaire des Pays-Bas autrichiens en octobre 1787, succédant au comte Joseph Murray de Melgum, jugé trop mou. Pour mener à bien ses réformes controversées, l'empereur nomme Trauttmannsdorff comme ministre plénipotentiaire, mais le général d'Alton n'est pas soumis à son autorité.
Le 22 janvier 1788, au lendemain de son arrivée, l'armée tue plusieurs civils sur la Grand-Place de Bruxelles lors d'une manifestation non armée. Bien que l'empereur ait exprimé sa satisfaction de ce début, d'Alton ne parvient pas par la suite à réprimer complètement la rébellion. Son général Gottfried von Schröder débarrasse Liège des troupes révolutionnaires, qui se regroupent à Bréda. D'Alton ricane que c'en est fini de cette « armée de la Lune », nommée ainsi car elle disparaît sans que les Autrichiens ne parviennent à la localiser.
Il répartit lui-même sa petite armée sur de nombreuses petites garnisons, ce qui s'avèrera être un inconvénient lorsque la révolution brabançonne éclate réellement en 1789. Si la défaite de Turnhout du 27 octobre et la perte de Gand du 17 novembre sont imputables à Schröder, le général d'Alton ne parvient pas à contrôler la situation à Bruxelles. De plus, il envoie la garnison de Mons à Namur, et perd rapidement la première ville citée. La succession rapide de défaites conduit les Autrichiens à se retirer précipitamment de Bruxelles le 2 décembre, laissant derrière eux l'artillerie et le Trésor (deux millions de florins).
À Luxembourg, où d'Alton s'est réfugié le 20 janvier 1790, il apprend que Joseph II, furieux, l'a démis de ses fonctions et l'a fait passer en cour martiale sur la question de la perte du Trésor. Pour se justifier, il publie fin 1790 un mémorandum, complété plus tard par un supplément sur le départ des troupes impériales de Bruxelles. Cependant, le déshonneur du procès à venir s'avère trop grand, et le comte d'Alton met fin à ses jours le 16 février 1791, à Spire (ou peut-être à Trèves), sur la route qui le mène de Bruxelles à Vienne.

## Publication
- Mémoires pour servir à la justification de feu son Excellence le général comte d'Alton et à l'histoire secrette de la révolution belgique, 1790 : vol. I et vol. II

## Pamphlets
La révolution brabançonne entraîne une abondante publication pamphlétaire. Parmi elle, un pamphlet anonyme est ainsi constitué par la correspondance factice entre Trauttmansdorf et le général d’Alton, illustrée de caricatures des deux personnages,,.